# Луј Саа
Луј Лоран Саа (фр. Louis Laurent Saha; 8. август 1978), неправилно али и устаљено Саха, је бивши француски фудбалер и национални репрезентативац. Играо је на позицији нападача.

## Каријера
Саа је почео каријеру у Мецу, био је на позајмици у Њукаслу, а 2000. године потписао је за Фулам где се и прославио јер је за четири године на 117 првенствених мечева постигао чак 53 гола. То га је препоручило Манчестер јунајтеду, а на Олд Трафорду је од 2004. до 2008. у 86 утакмица дао 28 голова. Наредне четири сезоне у Евертону био је такође ефикасан: 97 мечева - 27 голова. Почетком 2012. године потписао је краткорочни уговор с Тотенхемом, одакле је прешао у Сандерленд, да би у зиму 2013. прешао у Лацио, где је са шест одиграних мечева и завршио каријеру.
Двадесет пута је носио дрес репрезентације Француске, освојио је две титуле у Премијер лиги, а са Манчестер јунајтедом је 2008. био и првак Европе.

## Успеси

### Клупски
Фулам
- Прва лига Енглеске у фудбалу (1): 2000/01.

Манчестер јунајтед
- Премијер лига (2): 2006/07, 2007/08.
- Лига куп (1): 2005/06.
- Лига шампиона (1): 2007/08.

Лацио
- Куп Италије: 2012/13.

### Индивидуални
- Најбољи стрелац Прве лиге Енглеске у фудбалу (1): 2000–01.[2]
- Играч месеца у Премијер лиги – август 2001.